# Mrs. Patrick Campbell
Mrs. Patrick Campbell, pseudonimo di Beatrice Rose Stella Tanner (Kensington, 9 febbraio 1865 – Pau, 9 aprile 1940), è stata un'attrice inglese.

## Biografia

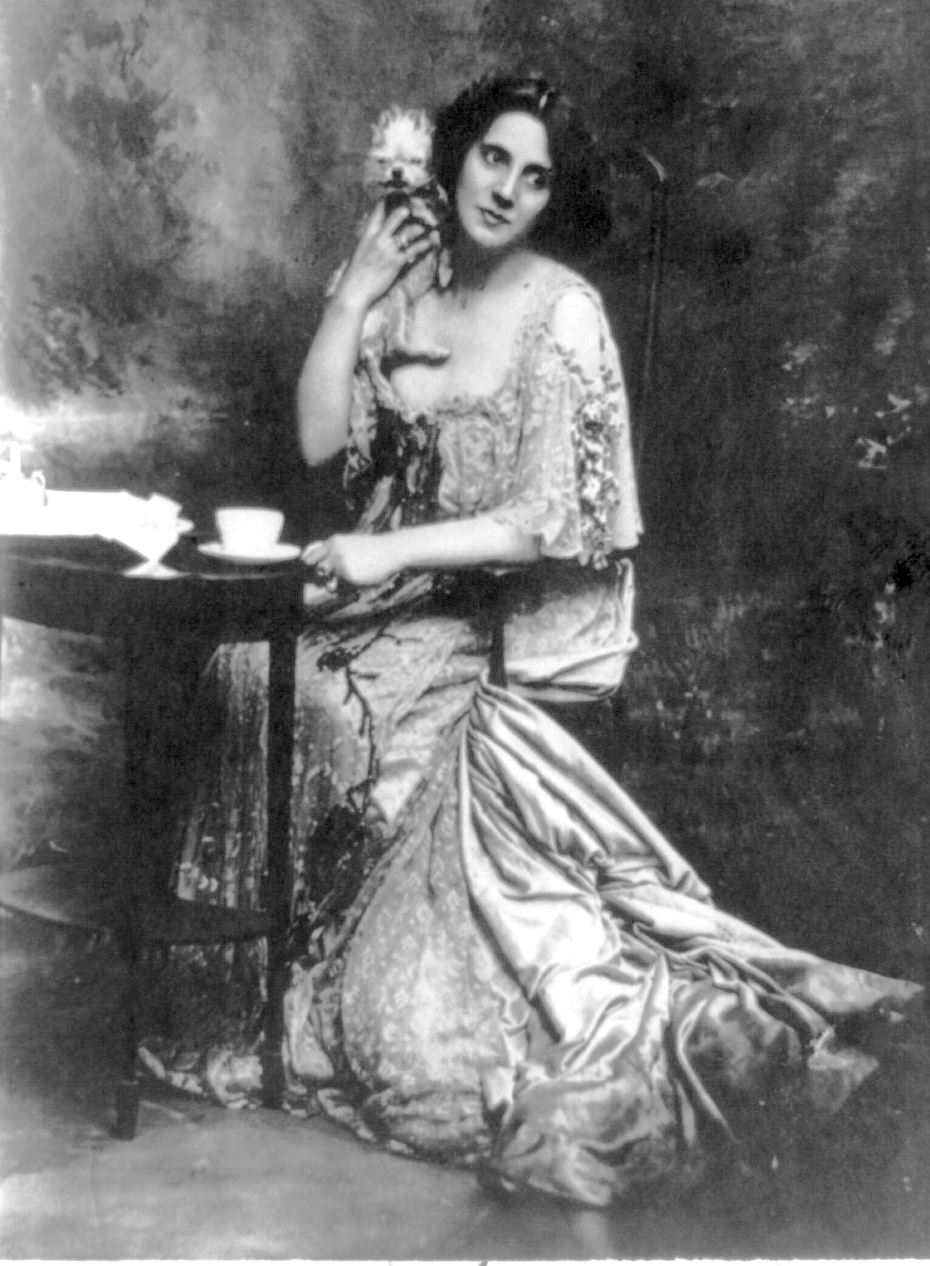
Mrs. Patrick Campbell

Patrick Campbell nacque dall'inglese John Tanner (1829-1895) e dall'italiana Maria Luigia Giovanna ("Louisa Joanna") nata Romanini (1836-1908), figlia del conte Angelo Romanini. Nel 1884 fuggì con Patrick Campbell, mentre era incinta del loro bambino, Alan "Beo" Urquhart. Patrick Campbell andò in Australia e poi in Sudafrica, dove morì durante la guerra boera nel 1900.
La Campbell debuttò sul palcoscenico nel 1888 all'Alexandra Theatre di Liverpool. Il suo primo successo fu l'interpretazione nella commedia di Sir Arthur Wing Pinero, The Second Mrs Tanqueray, nel 1893, al Saint James's Theatre. Il suo esordio avvenne nella compagnia di Ben Greet, con la quale recitò in un esteso repertorio, brillando soprattutto nelle tragedie di William Shakespeare e nei melodrammi dell'Ottocento.
Tra le sue interpretazioni si possono segnalare quella in Fédora (1895) e le sue importanti esibizioni con Forbes-Robertson al Lyceum nel West End di Londra nei ruoli di Giulietta in Romeo e Giulietta, Ofelia in Amleto e Lady Macbeth (1895-1898) nel Macbeth.
Dopo essere diventata famosa grazie alla Seconda signora Tanqueray di Arthur Wing Pinero nel 1893, fino al primo decennio del XX secolo risultò senza dubbio una delle più popolari attrici contemporanee, caratterizzandosi per le qualità perfette come interprete delle eroine del naturalismo di Pinero, di Henrik Ibsen e di George Bernard Shaw, con il quale strinse una profonda amicizia.
L'ultima sua grande esibizione fu proprio il Pigmalione di Shaw (1914), dopo di che si dedicò al cinema.
Nella sua autobiografia intitolata La mia vita e alcune lettere (1922) sono presenti numerose lettere scambiate con Shaw.